# Dainese
A Dainese egy olasz vállalat, amely technikai sportokhoz gyárt védőfelszereléseket. Elsősorban a motorkerékpározáshoz gyártott ruhái és protektorai ismertek, de hegyi kerékpározáshoz és síelők részére is gyárt felszerelést. A vállalat termékei motoros körökban jól ismertek és a piac prémium kategóriájába tartoznak, mind minőségben, mind árban. Számos, a motorsport szempontjából jelentős országban (például Olaszország, Anglia, Németország, Spanyolország, Franciaország, USA, Hollandia stb.) piacvezető.

## Céginformációk
- A cég hivatalos neve: Dainese S.p.A.[1]
- A cég székhelye Molvenában, Vicenza megyében található.
- Ügyvezető igazgató: Franco Scanagatta
- Éves forgalma meghaladja az 50 millió eurót
- Logó: stilizált ördögfej

## Története
A vállalatot 1972-ben alapította Lino Dainese, aki jelenleg elnöki posztot tölt be. Eleinte krosszmotorozáshoz gyártottak bőrnadrágokat. A kezdetektől fogva figyeltek arra, hogy termékeiket sikeres motorversenyzők szponzorálásával tegyék ismertté és népszerűvé, ma is olyan versenyzők öregbítik a márka hírnevét, mint Valentino Rossi és Max Biaggi.
A népszerűsítés mellett a másik súlypont a folyamatos fejlesztés volt. Számos újdonságot a Dainese vezetett be a motorsportba, ezeknek része volt a motorsport biztonságának növelésében. A szponzorált sportolókon keresztül lehetőség nyílt a legújabb fejlesztések élesben történő tesztelésére is.
A nyolcvanas évek végén termékprofiljukat bővítették: a ruhagyártás mellett kesztyűt, csizmát és bukósisakot is elkezdtek gyártani. A kilencvenes években pedig más, fokozott sérülésveszéllyel járó sportok számára is elkezdték a védőfelszerelések kifejlesztését.